# Paroisse de Saint-Stephen
Pour Saint-Stephen (ville), voir Saint-Stephen.
La paroisse de Saint-Stephen est à la fois une paroisse civile et un ancien district de services locaux (DSL) canadien du comté de Charlotte, située au sud-ouest du Nouveau-Brunswick. Le nom légal du DSL en français est la paroisse de Saint Stephen.
Le DSL comprend en fait une petite partie seulement de la paroisse civile, le reste étant compris dans Dennis-Weston, Western Charlotte et la ville de Saint-Stephen. Dans le cadre de la réforme de la gouvernance locale du 1er janvier 2023, le DSL a été annexé à la ville de Saint-Stephen.

## Géographie

### Situation
La paroisse de Saint-Stephen se trouve au sud-ouest du comté de Charlotte, à 124 kilomètres de route à l'ouest de Saint-Jean et à 137 km au sud-ouest de Fredericton. Le fleuve Sainte-Croix coule à l'ouest et au sud du territoire. L'état américain du Maine se trouve sur l'autre rive.
La paroisse de Saint-Stephen est limitrophe de Western Charlotte au nord et de Saint-Stephen à l'est. Outre Saint-Stephen, les villes les plus proches sont Saint-Andrews, à 41 km au sud-est, et Saint-George, à 53 km à l'est. De plus, la localité de Maine, la ville de Baileyville et la Plantation de Baring se trouvent au-delà du fleuve, du côté américain.

### Hameaux et lieux-dits
La paroisse comprend les hameaux de Burnt Hill, Mohannes et Upper Mills.

## Histoire
Mohannes est fondé en 1784 par une partie des membres de la Penobscot Association of Loyalists. La paroisse civile est érigée en 1786. Upper Mills fait aussi partie de la concession à l'association Penobscot mais est colonisé plus tard. La localité devient avant 1830 un important centre d'exploitation forestière, favorisé par sa situation aux chutes d'eau.
La municipalité du comté de Charlotte est dissoute en 1966. La paroisse de Saint-Stephen devient un district de services locaux en 1967.

## Démographie
(août 2016).
D'après le recensement de Statistique Canada, il y avait 1856 habitants en 2001, comparativement à 1890 en 1996, soit une baisse de 1,8 %. La paroisse compte 708 logements privés, a une superficie de 104,41 km² et une densité de population de 17,2 habitants au km².

## Économie
Entreprise Charlotte, membre du Réseau Entreprise, a la responsabilité du développement économique.

## Administration

### Comité consultatif
En tant que district de services locaux, la paroisse de Saint-Stephen est administrée directement par le Ministère des Gouvernements locaux du Nouveau-Brunswick, secondé par un comité consultatif élu composé de cinq membres dont un président. Il n'y a actuellement aucun comité consultatif.

### Commission de services régionaux
La paroisse de Saint-Stephen fait partie de la Région 10, une commission de services régionaux (CSR) devant commencer officiellement ses activités le 1er janvier 2013. Contrairement aux municipalités, les DSL sont représentés au conseil par un nombre de représentants proportionnel à leur population et leur assiette fiscale. Ces représentants sont élus par les présidents des DSL mais sont nommés par le gouvernement s'il n'y a pas assez de présidents en fonction. Les services obligatoirement offerts par les CSR sont l'aménagement régional, l'aménagement local dans le cas des DSL, la gestion des déchets solides, la planification des mesures d'urgence ainsi que la collaboration en matière de services de police, la planification et le partage des coûts des infrastructures régionales de sport, de loisirs et de culture; d'autres services pourraient s'ajouter à cette liste.

### Représentation et tendances politiques
Nouveau-Brunswick: La paroisse de Saint-Stephen fait partie de la circonscription provinciale de Charlotte-Campobello, qui est représentée à l'Assemblée législative du Nouveau-Brunswick par Curtis Malloch, du Parti progressiste-conservateur. Il fut élu en 2010.
 Canada: La paroisse de Saint-Stephen fait partie de la circonscription électorale fédérale de Nouveau-Brunswick-Sud-Ouest, qui est représentée à la Chambre des communes du Canada par Gregory Francis Thompson, ministre des Anciens Combattants et membre du Parti conservateur. Il fut élu lors de la 40e élection fédérale, en 1988, défait en 1993 puis réélu à chaque fois depuis 1997.

## Vivre dans la paroisse de Saint-Stephen
L’école secondaire St. Stephen de Old Ridge accueille les élèves de la 9e à la 12e année provenant des environs de Saint-Stephen. C'est une école publique anglophone faisant partie du district scolaire #10. Elle compte également un programme d'immersion française et un autre d'éducation alternative. Il n'y a aucune école francophone dans le comté, les plus proches étant à Saint-Jean ou Fredericton. Les établissements d'enseignement supérieurs les plus proches sont quant à eux situés dans le Grand Moncton.
La centrale hydroélectrique de Milltown, opérée par Énergie NB, a une capacité de 4 mégawatt avec ses 7 turbines. Elle fonctionne depuis 1928.
Le bureau de poste et le détachement de la Gendarmerie royale du Canada les plus proches sont à Saint-Stephen.
Les anglophones bénéficient du quotidien Telegraph-Journal, publié à Saint-Jean, et de l'hebdomadaire Saint Croix Courier, publié à Saint-Stephen. Les francophones ont accès par abonnement au quotidien L'Acadie nouvelle, publié à Caraquet, ainsi qu'à l'hebdomadaire L'Étoile, de Dieppe.